# Шмидт, Рой
Рой Шмидт (нем. Roy Schmidt; род. 30 сентября 1991, Лейпциг, Германия) — немецкий легкоатлет, специализирующийся в спринтерском беге. Бронзовый призёр чемпионата Европы 2016 года в эстафете 4×100 метров. Чемпион Германии.

## Биография
В 2007 году дебютировал за сборную Германии на Европейском юношеском олимпийском фестивале, где бежал в финале на дистанции 100 метров. На чемпионате Европы среди юниоров 2009 года был седьмым в беге на 200 метров и первым в эстафете 4×100 метров.
На молодёжном чемпионате Европы в 2013 году занял четвёртое место в эстафете с новым национальным рекордом в возрастной категории до 23 лет (38,88).
Стал бронзовым призёром чемпионата Европы 2016 года в эстафете 4×100 метров (бежал на третьем этапе).
Тренируется под руководством Рональда Штайна. Является сотрудником немецкой полиции.

## Основные результаты
| Год  | Турнир                          | Место проведения         | Дисциплина       | Место       | Результат        |
| ---- | ------------------------------- | ------------------------ | ---------------- | ----------- | ---------------- |
| 2007 | Европейский юношеский фестиваль | Белград, Сербия          | 100 м            | 8-е         | 10,90 (+2,3 м/с) |
| 2008 | Чемпионат мира среди юниоров    | Быдгощ, Польша           | 200 м            | 22-е (заб.) | 21,66            |
| 2008 | Чемпионат мира среди юниоров    | Быдгощ, Польша           | эстафета 4×100 м | — (заб.)    | DNF              |
| 2009 | Чемпионат Европы среди юниоров  | Нови-Сад, Сербия         | 200 м            | 7-е         | 21,44            |
| 2009 | Чемпионат Европы среди юниоров  | Нови-Сад, Сербия         | эстафета 4×100 м | 1-е         | 39,33            |
| 2010 | Чемпионат мира среди юниоров    | Монктон, Канада          | 200 м            | 16-е (1/2)  | 21,25 (+2,1 м/с) |
| 2010 | Чемпионат мира среди юниоров    | Монктон, Канада          | эстафета 4×100 м | 5-е         | 39,97            |
| 2013 | Командный чемпионат Европы      | Гейтсхед, Великобритания | эстафета 4×100 м | 2-е         | 38,69            |
| 2013 | Чемпионат Европы среди молодёжи | Тампере, Финляндия       | 100 м            | 17-е (заб.) | 10,74            |
| 2013 | Чемпионат Европы среди молодёжи | Тампере, Финляндия       | эстафета 4×100 м | 4-е         | 38,88            |
| 2016 | Чемпионат Европы                | Амстердам, Нидерланды    | эстафета 4×100 м | 3-е         | 38,47            |